# Iroshka Elvir
Iroshka Lindaly Elvir (Choluteca, 15 de mayo de 1991) es una modelo, bachiller, licenciada en finanzas y diputada hondureña conocida por su participación en el Miss Universo 2015. Es esposa de Salvador Nasralla, candidato a presidente en 2013, 2017 y 2025 fundador de dos partidos políticos fue el primer designado presidencial de la República pero desistió del cargo para aspirar nuevamente a una candidatura presidencial. Elvir es actualmente diputada desde el 25 de enero de 2022 por el departamento Francisco Morazán

## Biografía
Iroshka Elvir nació en Choluteca, el 15 de mayo de 1991. Participó en el certamen de belleza Miss Universo 2015, donde aprovechó la ocasión para manifestarse a favor de conformar una Comisión Internacional Contra la Impunidad en Honduras (CICIH), entonces un tema de mucha controversia en dicho país centroamericano.
Iroshka ha aparecido en la televisión como modelo invitada de los programas X-0 da Dinero y 5 Deportivo, transmitidos por la cadena Televicentro y que tienen como presentador a su esposo, Salvador Nasralla. Además aparecía en su programa político Salvador a las 7, que se transmitió por Hondured.

### Matrimonio y descendencia
Se casó con el sexagenario presentador de televisión y político Salvador Nasralla el 9 de marzo de 2016, con quien se embarcó en el ruedo político de cara a las elecciones generales de Honduras de 2017. Ambos tienen una hija llamada Alicia Lindaly Victoria Nasralla Elvir, quien nació el 14 de diciembre de 2017 en Tegucigalpa.

## Vida política
Iroshka soñaba desde niña con incursionar en la política. Aún sin tener la edad suficiente para ejercer el sufragio, apoyó activamente las campañas presidenciales de los liberales, Manuel Zelaya y Elvin Santos. Su inclinación en este campo la llevó a interesarse por líderes políticos como John F. Kennedy, Martin Luther King, Eva Perón, Margaret Tatcher y Angela Merkel. Además se identifica con las políticas que desempeñaron un papel en Honduras, Agua Ocaña, Mary Flake y Xiomara Castro.
En las elecciones de 2017 fue candidata a diputada por el departamento de Francisco Morazán dentro del Partido Innovación y Unidad, pero perdió con un número de 61,367 votos. Fue además aspirante a primera dama, al ser su esposo candidato a presidente por la Alianza Libre-Pinu. Su doble aspiración fue criticada.

### Diputada
Desde el 25 de enero de 2022 es diputada de Francisco Morazán en el Congreso Nacional, luego de ser elegida en las elecciones generales de 2021 con el Partido Salvador de Honduras, fundado por Salvador Nasralla.